# Uakari černohlavý
Uakari černohlavý (Cacajao melanocephalus) je jihoamerická opice z čeledi chvostanovití (Pitheciidae).

## Systematika
Prvním vědcem, který uakariho popsal (pod jménem Simia melanocephala), byl roku 1812 přírodovědec Alexander von Humboldt, jenž jako typový exemplář získal mládě, zakoupené u řeky Casiquiare ve Venezuele. Humboldtův holotyp se nicméně do dnešních dní nezachoval.
U uakariho černohlavého jsou rozeznávány dva poddruhy, C. m. melanocephalus a C. m. ouakary, přičemž geografickou hranici mezi nimi tvoří zřejmě řeka Río Negro. Obě subspecie se mírně liší zbarvením srsti.
V rámci zoologické systematiky patří uakari černohlavý do čeledi chvostanovití (Pitheciidae) a rodu uakari (Cacajao). Jeho nejbližším příbuzným je uakari červenolící (C. calvus), oba druhy se od společného předka pravděpodobně vydělily před asi 5 miliony lety. V evoluci karyotypu obou druhů se uplatňovaly Robertsonovy translokace; například samčí chromozom Y v případě uakariho černohlavého translokoval na akrocentrický autozóm, díky čemuž diploidní karyotyp samců činí 2n = 45 chromozomů, zatímco diploidní karyotyp samic obsahuje 46 chromozomů.

## Výskyt a stanoviště
Uakari černohlavý je druhem neotropické oblasti, vyskytuje se na severu Jižní Ameriky. Areál výskytu sahá od řeky Casiquiare ve Venezuele směrem na západ do jihovýchodní Kolumbie až k pohoří Serranía de La Macarena a dále směrem jižně až do severozápadní Brazílie, kde se opice vyskytuje až k řece Japurá na jihu a směrem na východ až k soutoku Encontro das Águas.
Typickým přirozeným prostředím uakariho jsou nezaplavované pralesy v období sucha a zaplavované pralesy v období dešťů.

## Vzhled
Uakari černohlavý dosahuje délky těla 36,5 až 48,5 cm a hmotnosti od 2,5 do 3,7 kg, patří tak k největším zástupcům celé čeledi chvostanovitých. Uakariové se ve srovnání s jinými novosvětskými opicemi vyznačují relativně krátkým ocasem, jenž délkou nepřekračuje polovinu celkové délky hlavy a těla. Ocas zároveň postrádá chápavou schopnost, pozorovanou u mnohých jiných opic. Zbarvení je kaštanové, s černými končetinami. Lysý obličej je černý. Ve srovnání s uakarim červenolícím nemá uakari černohlavý neosrstěnou hlavu.

## Biologie
Uakari černohlavý vytváří mnohosamcové-mnohosamicové sociální skupiny. Tlupy zahrnují kolem 20 až 30 opic, mohou být však i mnohem méně početné, anebo naopak více než stohlavé. Během dne opice většinou shánějí potravu samostatně, pohyb tlupy je koordinován skrze vzájemné volání. Hlavní složku potravy uakariů tvoří tvrdá, nezralá semena stromů, zřídkavěji tyto opice konzumují i měkké plody, občasně se přižíví i hmyzem anebo vejci. Žádná jiná opice z regionu nekonzumuje tak tvrdé plody jako uakari. Napomáhají mu k tomu mj. vysoce specializované zuby, včetně až 14 mm dlouhých špičáků.
O rozmnožování druhu není známo dostatek informací. Probíhá zřejmě sezónně v korelaci s příchodem období dešťů, mláďata byla ve volné přírodě pozorována pouze během března a dubna. Samice rodí pouze jediné mládě.

## Ohrožení
Mezinárodní svaz ochrany přírody (IUCN) považuje uakariho za málo dotčený druh, protože jeho přirozené prostředí není významně zasaženo negativní činností člověka. Lokálně jsou tyto opice zabíjeny pro maso, nicméně lov není prováděn natolik četně, aby se negativně odrazil na velikosti populací.

## V kultuře
Vladimír Šimek natočil v roce 2018 dokumentární film Uakari, Humboldtova ztracená opice o české expedici vedené Janem Dungelem, která ve venezuelském pralese po dvou stoletích objevila živého uakariho černohlavého.